# Жэньчэн
Жэньчэ́н (кит. упр. 任城, пиньинь Rènchéng) — район городского подчинения городского округа Цзинин провинции Шаньдун (КНР). Название района означает «город Жэнь» и связано с находившимся здесь в древние времена царством Жэнь.

## История
В древности в этих местах находилось царство Жэнь (任国). Когда царство Цинь впервые в истории объединило Китай в единое государство, то был образован уезд Жэньчэн (任城县). При империи Поздняя Чжоу в 952 году была образована область Цзичжоу (济州), власти которой разместились в Цзюйе, и уезд вошёл в её подчинение. При чжурчжэньской империи Цзинь в 1150 году Цзюйе был смыт наводнением, и власти Цзичжоу переехали в Жэньчэн. При правлении монголов в 1271 году область была поднята в статусе до управы; так как из-за удачного нового месторасположения властных структур на высокой местности они больше не страдали от наводнений, то к названию был добавлен иероглиф «нин» («спокойный»), и управа стала называться Цзининской, а уезд Жэньчэн был переименован в Цзинин (济宁县). В это же время русло Великого канала было перенесено на восток, и он прошёл через Цзинин, что вызвало развитие этих мест. 8 лет спустя управы были преобразованы в регионы, и Цзининская управа стала Цзининским регионом (济宁路)
При империи Мин в 1385 году регионы были ликвидированы, и была образована Цзининская область (济宁州). При империи Цин она была подчинена Яньчжоуской управе. После Синьхайской революции в Китае была произведена реформа структуры административного деления; в 1913 году Цзининская область была упразднена, и был вновь создан уезд Цзинин.
Во время войны с Японией в 1938 году уезд был по оперативным соображениям разделён на две части: его северная часть была выделена в отдельный уезд Цзибэй (济北县).
В 1946 году урбанизированная часть уезда Цзинин и прилегающие районы была выделена в отдельный город Цзинин уездного уровня. В сентябре 1949 года уезд Цзинин был присоединён к уезду Цзясян провинции провинции Пинъюань. В 1950 году в составе провинции Шаньдун был образован Специальный район Тэнсянь (滕县专区), и город Цзинин вошёл в его состав. В 1951 году уезд Цзибэй был переименован в Цзинин. В 1952 году была расформирована провинция Пинъюань, и входивший в её состав Специальный район Хуси (湖西专区) был передан в состав провинции Шаньдун. В июле 1953 года Специальный район Хуси был расформирован; 4 его уезда были переданы в состав Специального района Хэцзэ, а оставшиеся были объединены со Специальным районом Тэнсянь в Специальный район Цзинин (济宁专区). В 1958 году уезд Цзинин, уже восстановивший к тому времени свою исходную форму, был расформирован, а его земли перешли под юрисдикцию города Цзинин.
В 1965 году был вновь создан уезд Цзинин. В 1967 году Специальный район Цзинин был переименован в Округ Цзинин (济宁地区).
30 августа 1983 года постановлением Госсовета КНР округ Цзинин был преобразован в городской округ Цзинин; территория бывшего города Цзинин стала Центральным районом (市中区) в его составе, а уезд Цзинин был преобразован в Пригородный район (郊区). В декабре 1993 года Пригородный район был переименован в район Жэньчэн.
В октябре 2013 года Центральный район был присоединён к району Жэньчэн.

## Административное деление
Район делится на 17 уличных комитетов и 3 посёлка.